# Lucinges
Lucinges é uma comuna francesa na região administrativa de Auvérnia-Ródano-Alpes, no departamento da Alta Saboia. Estende-se por uma área de 7.69 km². Em 2010 a comuna tinha 1 682 habitantes (densidade: 218,7 hab./km²).